# Корнинг (Ајова)
Корнинг (енгл. Corning) град је у америчкој савезној држави Ајова. По попису становништва из 2010. у њему је живело 1.635 становника.

## Демографија
Према попису становништва из 2010. у граду је живело 1.635 становника, што је -148 (-8.3%) становника више него 2000. године.
| Група             | 2000.         | 2010.         |
| Белци             | 1.762 (98,8%) | 1.594 (97,5%) |
| Афроамериканци    | 3 (0,2%)      | 2 (0,1%)      |
| Азијати           | 4 (0,2%)      | 15 (0,9%)     |
| Хиспаноамериканци | 13 (0,7%)     | 13 (0,8%)     |
| Укупно            | 1.783         | 1.635         |